# Kainan
Kainan (海南市, Kainan-shi) est une ville située dans la préfecture de Wakayama, sur l'île de Honshū, au Japon.

## Géographie

### Localisation
Kainan est située dans le nord-ouest de la préfecture de Wakayama, au bord de la mer intérieure de Seto.

### Démographie
En juin 2021, la population de Kainan s'élevait à 48 396 habitants, répartis sur une superficie de 101,06 km2.

## Histoire
Kainan a acquis le statut de ville en 1934.

## Culture locale et patrimoine
- Chōhō-ji

## Transports
La ville est desservie par la ligne principale Kisei de la JR West. La gare de Kainan est la principale gare de la ville.